# Annicka Engblom
Barbro Karin Annicka Engblom, född 15 juni 1967 i Badelunda församling, Västmanlands län, är en svensk politiker (moderat). Hon är ordinarie riksdagsledamot sedan 2006, invald för Blekinge läns valkrets.

## Biografi
Engblom är utbildad gymnasieingenjör med inriktning maskinteknisk gren, och har arbetat som lärarvikarie samt vid Försvarets Radioanstalt. Hon har studerat flera språk såsom engelska, tyska, franska och ryska och har examen från Marinens officershögskola. Sedan 2018 är hon förbundsordförande för Sjövärnskåren.
Engblom fick en riksdagsplats från Blekinge i valet 2006. Hon var även kandidat till posten som kommunstyrelsens ordförande i samband med detta val. 
Engblom och Andreas Norlén motionerade under motionsperioden 2008–2009 tillsammans om att "låta monarken ta över talmannens roll i det arbete som beskrivs i 6 kap. 2 § första stycket regeringsformen", det vill säga att föreslå statsminister till Riksdagen efter varje riksdagsval. De båda väckte en likalydande motion motionsperioden 2009–2010.
2015–2016 var Engblom ordförande för Moderatkvinnorna.